# Vuorisenjärvi (sjö i Luumäki, Södra Karelen)
Vuorisenjärvi är en sjö i kommunen Luumäki i landskapet Södra Karelen i Finland. Sjön ligger 73,7 meter över havet. Arean är 47 hektar och strandlinjen är 3,73 kilometer lång. Sjön  ingår i Kymmene älvs huvudavrinningsområde.   Den ligger omkring 51 km väster om Villmanstrand och omkring 150 km nordöst om Helsingfors. 